# Viggo Hørup
Viggo Lauritz Bentheim Hørup (22. maj 1841 i Torpmagle ved Hundested – 15. februar 1902 i København) var en dansk cand. jur., politiker, redaktør og minister, der var en ledende skikkelse i oppositionen mod ministeriet Estrup i anden halvdel af 1800-tallet.

## Levnedsforløb
Viggo Hørup blev født i 1841 i Torpmagle, hvor hans far, Frederik Bendtsen Hørup (f. 1811), var skolelærer 1838-88. Her var han trods forældrenes relativt høje sociale status, opmærksom på de sociale og økonomiske problemer, som prægede landsbyen. Gennem sin mor Emilie Julie f. Drachmann (f. 1806) var han fætter til Holger Drachmann. Han blev sendt til København for at få en uddannelse. Skolegangen var præget af streng disciplin med pryglestraf, som fik ham i opposition til den fremherskende skolepolitik, og dette prægede hans syn på skole og dannelse resten af livet. Hørup blev på trods heraf student i 1861 fra Metropolitanskolen og cand. jur. i 1867 med godt resultat ved sin embedseksamen.
Viggo blev 18. juli 1868 gift med sin fem år ældre kusine og viceskoleinspektør på De forenede Kirkeskoler i Nørregade, Emma Holmsted. Familien boede først på kvisten i Nørregade og levede i mange år under kummerlige forhold.
Fra 1872 indgik Viggo i et forhold til parrets kusine Henriette Steen, som fortsatte til hendes død i 1894. Viggo og Emma forblev dog i ægteskabet af hensyn til deres to børn og hans politiske karriere.
Han stillede op til Folketinget i 1872 i sin hjemegn i Frederiksborg Amt, men blev ikke valgt. Derimod lykkedes det ham i februar 1876 at blive valgt for Københavns Amts 4. kreds (Køge). Hørup tabte sit folketingsmandat i 1892 til den moderate venstremand højesteretssagfører P.A. Alberti, som i valgkampen havde held med at stemple ham som "en åben dør mod socialismen." Hørup skulle senere blive én af denne anløbne og bedrageriske persons allerskarpeste kritikere. Hørup havde kun været folketingsmand ét år, da hans parti i februar 1877 udpegede ham til anklager i rigsretssagerne mod de nationalliberale tidligere ministre Hall og Krieger. En opgave han klarede godt, trods sin korte erfaring som sagfører.
Han var medstifter af og formand for "Onsdagsforeningen" det første forsøg på at samle den svage opposition i hovedstaden. Da Venstre deltes i foråret 1878, sluttede Hørup sig uden betænkning til den radikale gruppe og var næst efter Christen Berg dens leder.
I 1891-1894 protesterede Viggo Hørup kraftigt mod den politiske linje, hvor Frede Bojsen som repræsentant for Det Moderate Venstre opgav provisorietidens visnepolitik. Han anså dette for at være en accept af Estrups statskup og deltog i stiftelsen af Venstrereformpartiet året efter. Svækket af sygdom spillede han en fremtrædende rolle ved dannelsen af Ministeriet Deuntzer, som betegnede systemskiftet i dansk politik i juli 1901. Han døde af knoglekræft den 15. februar 1902. Han regnes sammen med brødrene Brandes for en af kulturradikalismens grundlæggere og i 1905 - tre år efter hans død -  stiftede en række af hans meningsfæller Det Radikale Venstre.

## Politikeren
Hørup kom i Folketinget ved valget i 1876. Han var radikal i ordets oprindelige betydning og derfor ikke indstillet på små skridt gennem langsomme reformer. De mere moderate venstrefolk betegnede han engang som ””reformidioter””.
På et folkemøde i Eksercerhuset 30. december 1878 gav han sin opfattelse af målet med den langsigtede strategi udtryk i de bekendte ord, at "Folketinget er den højeste Myndighed, der har ingen over sig og ingen ved siden af sig", en udtalelse som både udfordrede kongemagten og Landstinget. . Han har gennem sit provokerende ordvalg utvivlsomt skadet Venstres sag og givet modstanderne et godt våben i hænde, ligesom hans hånlige udfald imod forsvarssagen ("den døde Torsk") og dens talsmænd ("omvandrende Lirekasser") formentlig medvirkede til at fremme denne sag og ophidse dens tilhængere til handling. Hans berømte ord fra folketingets talerstol om militæret ”Hvad skal det nytte?” skaffede ham ligeledes modstandere i det politiske spektrum. Men selv om Hørups dristigste ordvalg kan virke forargende, er det en fejlagtig opfattelse at opfatte ham som populist. Han stil må ses på baggrund af forfatningskampen og dennes historiske betydning. Hans engagement i udviklingen af demokratiet støttede sig dels på, at alle uanset stand og indkomst skulle have lige adgang og ret til at deltage i valghandlinger. Samtidig var det ham magtpåliggende, at alle havde ret til at ytre sig og "dele sig efter anskuelser". Dette kunne kun lade sig gøre, hvis demokratiet fungerede i et retssamfund. Alle borgere skulle ifølge Hørup være lige overfor staten uanset deres baggrund.

### Rigsdagsmand
Hørup var medlem af Folketinget, indvalgt i Københavns Amt, 4. kreds fra 10. marts 1876 til 20. april 1892)
Hørup holdt sig i de første par år af sit rigsdagsliv holdt sig temmelig tilbagetrukket i debatterne.  I oktober 1878 blev han medlem af Finansudvalget og genvalgtes hertil, så længe han sad i Rigsdagen; endvidere var han i samlingen 1879 (februar-juni) tingets 2. viceformand og valgtes samme år til statsrevisor. I dette embede han blev genvalgt indtil 1892.
Fra samlingen 1878-79 vakte han stor opmærksomhed som en ypperlig og ejendommelig taler, klar og skarp i sin tanke, rig på slående billeder og vittige vendinger, bitter og hensynsløst spydig imod modstanderne. Med megen styrke hævdede han den radikale læresætning om Folketingets ubetingede overvægt i det offentlige liv som en naturlig følge af det konstitutionelle system og særlig af vores grundlov. Som rigsdagsmand følte Hørup sig fortrinsvis tiltrukket af den store politiske kamp og tog ellers kun lidt del i forhandlingerne. Det egentlige lovgivningsarbejde havde nemlig i hans øjne en aldeles underordnet værdi i sammenligning med magtspørgsmålet, og hans navn ses derfor sjældent i rækkerne på udvalgsordførere. I samlingen 1879-80 talte han dog for de to store love om sparekasser og om vands afledning. Visnepolitikken i årene 1882-86 tiltalte ham i særlig grad,  og som Finansudvalgets formand 1883-84 hjalp han villigt ordføreren Ludvig Holstein-Ledreborg med at forhale Finanslovens behandling. For Hørup var det hovedopgaven at arbejde for partiet i og uden for Rigsdagen og at udbrede de radikale grundsætninger blandt folket; han stolede på, at de ville bære en rig, om end sen, høst. Hørup har derfor haft langt større betydning som agitator i tale og skrift end som praktisk politiker. I margarinekrigen i 1888 handlede han dog meget konkret, bl.a. ved at danne et Forretningsudvalg til oplysning om faren ved kunstsmør, som er blevet betegnet som en taktisk manøvre, der skulle splitte Højre.

### Trafikminister
Hørup var Minister for offentlige arbejder fra 24. juli 1901 til sin død 15. februar 1902) i Ministeriet Deuntzer.
Da Deuntzer den 16. juli 1901 havde påtaget sig opgaven som forhandlingsleder med henblik på at danne et ministerium, der kunne opnå flertal i folketinget, henvendte han sig først til I.C. Christensen, dernæst til Hørup, som lederne af de to stærkeste fløje i Venstrereformpartiet.  Hørup afslog i første omgang at indgå i ministeriet, men pegede på Ludvig Holstein-Ledreborg som kandidat for sin fløj sammen med Christopher Hage. Holstein-Ledreborg ønskede imidlertid ikke at genoptage sin politiske karriere efter 11 års fravær, og efter langvarige forhandlinger lykkedes det at overtale Hørup til at overtage det ledige ministerium. 
Viggo Hørups tid som trafikminister i den første regering efter systemskiftet blev så kort, at han ikke nåede at deltage i møder i statsrådet. Han havde ikke tidligere beskæftiget sig med trafikforhold og nåede ikke at gøre sig gældende på området i de syv måneder, han var minister, på grund af den sygdom, han allerede led af inden udnævnelsen.  
Som ansvarlig for De kongelige Haver gennemførte han i august 1901 åbningen af Kongeporten på hjørnet af Kronprinsessegade og Gothersgade, som fører ind i Kongens Have. Hans statue (udført af J.F. Willumsen) blev i 1908 placeret i denne ende af Kongens Have. Statuen blev under Besættelsen ødelagt ved et bombeattentat, men er rekonstrueret.

## Redaktør
I 1873 blev Hørup tilknyttet det nystiftede venstreblad Morgenbladet og var det indtil foråret 1877. I januar 1881 blev han udgiver af bladet sammen med Christen Berg og Edvard Brandes og var i tre år den egentlige redaktør. Han skabte en trofast læserkreds for bladet virkeligt i hovedstaden, men blev alligevel afskediget ved udgangen af 1883, fordi Berg var misfornøjet med de politiske ideer, som kom til orde og desuden søgte tilnærmelse til det moderate Venstre. Da Berg i november 1884 fik gennemført en sammenslutning mellem denne gruppe og den ene halvdel af den radikale gruppe i «det danske Venstre», blev Hørup leder af den anden halvdel, der nu sædvanligvis kaldtes "Europæerne", indtil den sidste sammenslutning af Venstre fandt sted i februar 1886. Ligeledes havde han siden maj 1882 været én af sin gruppes delegerede ved samråd med de andre grupper og blev senere medlem af partiets fælles bestyrelse.
I oktober 1884 grundlagde Hørup, Edvard Brandes og Hermann Meyer Bing Politiken, der snart blev et af de mest udbredte og vistnok det mest læste blad i hele landet, og som efterhånden skaffede Venstre en indflydelse i København og købstæderne, som intet tidligere blad havde formået. Hans litterære stil og skarpe agitation var medvirkende til at ”fravriste De Nationalliberale deres monopol” på meningsdannelsen blandt borgerne, men også arbejdere og akademikere støttede Hørups ideer.
Som redaktør måtte han i vinteren 1889-90 udstå en tre måneders fængselsstraf for overtrædelse af presseprovisoriet, men hædredes ved sin løsladelse med rige gaver fra sine meningsfæller.

## Ægteskab
Viggo Hørup ægtede 18. juli 1868 sin fem år ældre kusine, viceskoleinspektør Emma Augusta Holmsted (3. august 1836 – 22. september 1923), datter af Amalie Drachmann (1802-78) og gymnastiklærer Jonas Ferdinand Holmsted (1810-66). Familien levede beskedent og måtte efter hans tab af folketingsmandatet i 1892 flytte til Rigensgade, der nærmest lå i et fattigkvarter. Bjørnstjerne Bjørnson betegnede efter et besøg hos familien bopælen som en ”rendesten”.  I 1896 flyttede familien tilbage til Nørregade, og da Politikens oplag steg eksplosivt fik han i 1898 råd til et mindre landsted ved Brede. 
Sønnen Svend var en stille dreng som havde svært ved skolen, men blev student ved moderen, Emmas, hjælp. I 1888 fik han et psykisk sammenbrud og blev indlagt på Kommunehospitalets 6. afdeling. Han døde i 1895.
Viggos datter Ellen Hørup fulgte i forældrenes politiske fodspor og er også kendt som den første danske kvindelige roer og racercyklist.

## Død
Han døde 15. februar 1902, mens han stadig var minister for offentlige arbejder (trafikminister). Viggo Hørup ligger begravet på Gentofte Kirkegård sammen med sin kone og to børn – Svend Hørup (1870-1895) og Ellen Hørup (1871-1953)